# 娅拉·沙尔卡维
娅拉·沙尔卡维（阿拉伯语：‎，1999年4月11日—）是一名埃及女子击剑运动员，主攻花剑，曾就读于阿拉伯科学技术和海运学院。她最初曾接触过跆拳道和游泳运动，六岁时开始接触击剑，当时她的母亲鼓励她尝试这项运动。2014年，她出战南京青奥，获得女子个人花剑第11名和混合团体第9名。